# Hexatoma batesi
Hexatoma batesi är en tvåvingeart som först beskrevs av Alexander 1921.  Hexatoma batesi ingår i släktet Hexatoma och familjen småharkrankar. Inga underarter finns listade i Catalogue of Life.